# Bertram Ross
Bertram Ross, né le 13 novembre 1920 à New York et mort le 20 avril 2003 dans la même ville, est un danseur et chorégraphe américain. Il est connu pour son travail avec la Martha Graham Dance Company (en).

## Biographie
Pendant 20 ans (1953-1973) il a été en partenariat avec Martha Graham. Après avoir rejoint la compagnie de Graham en 1949, il a créé des dizaines de rôles, dont St. Michaeldans dans Seraphic Dialogue (1955), Agamemnon et Orestes dans Clytemnestra (1958), et Adam dans Embattled Garden (1958). Il est devenu  co-directeur de la compagnie en 1966. Bertram Ross a quitté la compagnie en 1973. Il avait déjà créé sa propre compagnie de danse moderne et il a chorégraphié pour elle et d'autres pièces et a enseigné dans de nombreuses écoles de danse de haut niveau.